# فيونا أرمسترونغ
فيونا أرمسترونغ (بالإنجليزية: Fiona Armstrong)‏ هي صحفية ومقدمة تلفزيونية ومذيعة أخبار بريطانية، ولدت في 28 نوفمبر 1956 في برستون في المملكة المتحدة.

## وصلات خارجية
- فيونا أرمسترونغ على موقع IMDb (الإنجليزية)